# مطار دمشق الدولي

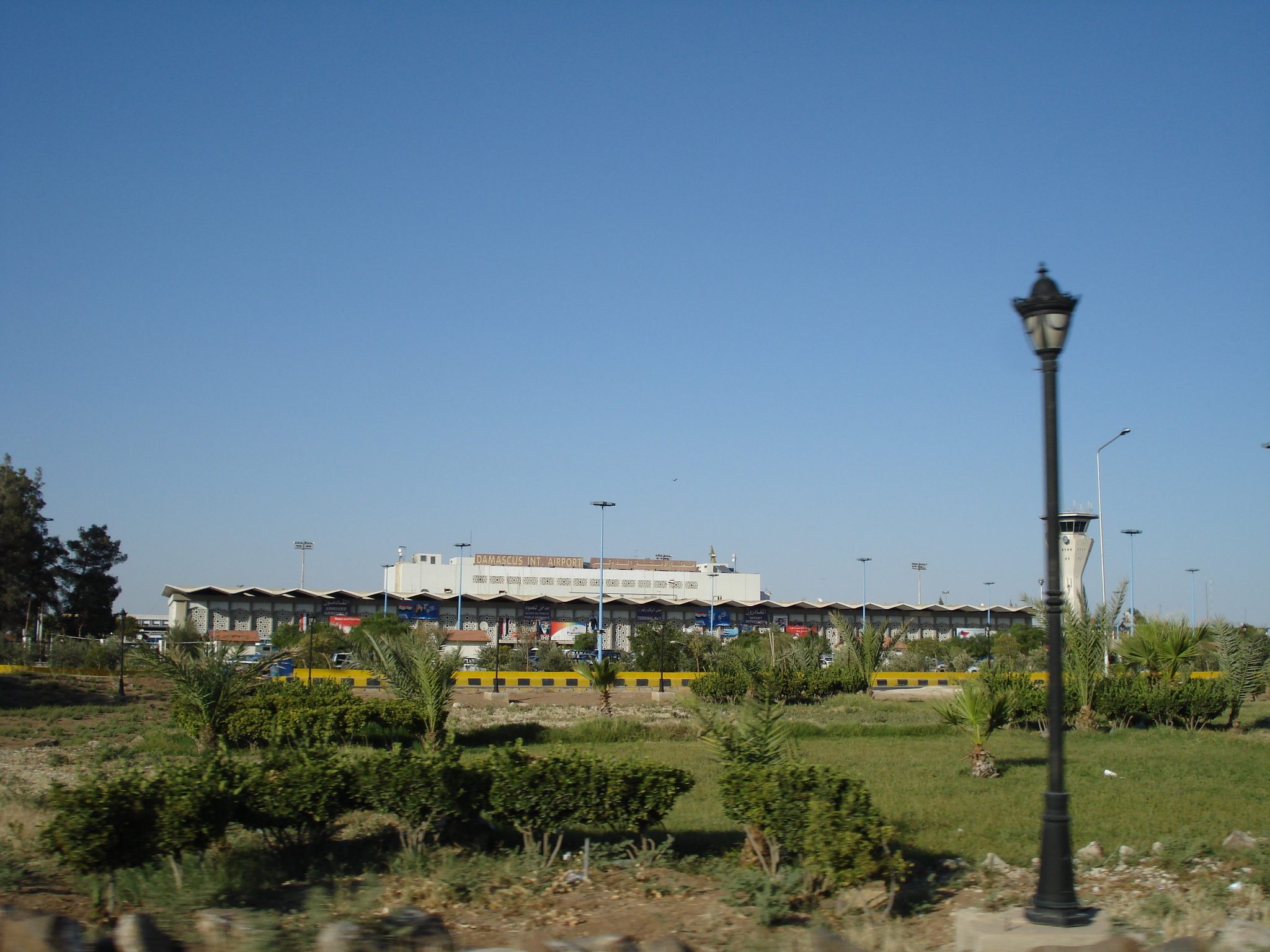
مطار دمشق الدولي

مطار دمشق الدولي (إياتا: DAM، إيكاو: OSDI) هو أكبر مطار دولي في سوريا، يبعد عن العاصمة دمشق حوالي 25 كم في الاتجاه الشرقي، يرجع تاريخ إنشاء المطار إلى عام 1970، ويعتبر مطار دمشق الدولي ثاني مطار ينشئ بدمشق بعد مطار المزة يقع غرب المدينة، والذي كان يعتبر البوابة الجوية لدمشق وذلك قبل إنشاء المطار الحالي، ويعتبر مطار دمشق الدولي المقر الرئيسي ومركز عمليات الخطوط الجوية السورية وأجنحة الشام.

## تاريخ
في عام 1965، تم تكليف مجموعة من الشركات الفرنسية (SCB وCSF وSpie وCegelec) ببناء مطار دمشق بقيادة شركة SCB. وقد افتتح المطار في أواخر الستينيات ليحل محل مطار المزة العسكري القديم الذي كان يُعد المركز الرئيسي للطيران في المدينة. بني المطار لاستيعاب حركة المرور الجوي المتزايدة وتعزيز ارتباط سوريا ببقية العالم. في الثمانينيات، خدم المطار أكثر من 30 شركة طيران وكان يقدم رحلات مباشرة إلى وجهات في أوروبا، شمال إفريقيا، الشرق الأوسط، وجنوب آسيا. كما كان محطة توقف على طريق الخطوط الجوية الباكستانية الدولية بين كراتشي وإسلام أباد ونيويورك وتورنتو.
على مر السنين، خضع مطار دمشق لعدة مشاريع توسعة وتحديثات لتلبية احتياجات المسافرين المتزايدة من الداخل والخارج. تم إنشاء محطات ومدارج ومرافق جديدة لتعزيز خدمات الركاب وتحسين الكفاءة التشغيلية. في مارس 2007، افتتحت الخطوط الجوية الإيرانية رحلة من طهران إلى كاراكاس عبر دمشق، ومن ثم تولت شركة كونفياسا شريكتها في الرمز المشترك إدارة هذا المسار بعد سبعة أشهر.

### الحرب الأهلية السورية
بسبب للحرب الأهلية السورية والأوضاع الأمنية المتدهورة، ألغت العديد من شركات الطيران بإلغاء من وإلى سوريا. قصفت إسرائيل المطار في 10 يونيو 2022 وتسببت بأضرار بالمطار وخروجه عن الخدمة وتعليق رحلاته. وظلت الرحلات معلقة لأسبوعين واستأنفت في 22 يونيو 2022.
قصفت إسرائيل المطار أربع مرات بعام 2023، أولاها كانت في 2 يناير، أودى بحياة أربعة عناصر وأخرج المطار عن الخدمة. ثم عاد للعمل بعد ساعات بعد إصلاح الضرر. وقصفته مع مطار حلب في 12 أكتوبر برشقات من الصواريخ من إسرائيل أخرجت المطار من الخدمة. وعاد المطار للعمل في 18 أكتوبر 2023. استهدف المطاران مرة أخرى في 22 أكتوبر، أدى الاستهداف إلى وفاة عامل مدني وإصابة أخر وإلحاق أضرار مادية بمهابط المطارين، أدت إلى خروجهما من الخدمة. أدانت وزارة الخارجية الاستهداف واعتبرته ينتهك القانون الدولي والإنساني وقد يدخل المنطقة في دوامة أوسع من العنف الذي يصعب احتواؤه. ولم يعد المطار إلى الخدمة إلا بعد أكثر من شهر.
والمرة الأخيرة كانت في 26 نوفمبر بعد ساعات من إعادة المطار إلى الخدمة من الاستهداف السابق، استهدفت بالصواريخ، مما تسبب في خسائر مادية وخروج المطار عن الخدمة مجدداً. أصدرت وزارة الخارجية بيان أدانت فيه الاستهداف واعتبرته تهديداً للسلم والأمن في المنطقة والعالم وقالت إن إسرائيل ستدفع ثمن حماقاتها وتهورها. عاد المطار للخدمة في 27 ديسمبر 2023 دون إعلان رسمي.

### ما بعد سقوط الأسد
توقفت جميع الرحلات في مطار دمشق في 8 ديسمبر 2024 بسبب سقوط نظام الأسد. عادت الرحلات المحلية في 18 ديسمبر 2024. والدولية في 7 يناير 2025. طورت الحكومة الجديدة أنظمة الأمان والمعدات في فبراير 2025 بمساعدة من الحكومة التركية، وأفاد علاء صلال مدير العلاقات العامة في الهيئة العامة للطيران المدني أن إعادة تأهيل المطار شملت " صيانة المدارج، وهيكلة الصالة الداخلية، وتحديث أنظمة المراقبة بالكاميرات، واستبدال كامل لأجهزة فحص الحقائب (السكانر)، إلى جانب تحديث شبكة الاتصال الداخلية ومعالجة الأعطال في برج المراقبة". أعلن في أغسطس 2025 عن توقيع مذكرة تفاهم مع قطر لتطوير المطار باستثمارات بلغت 4 مليارات دولار.

## المرافق

### مبنى الركاب

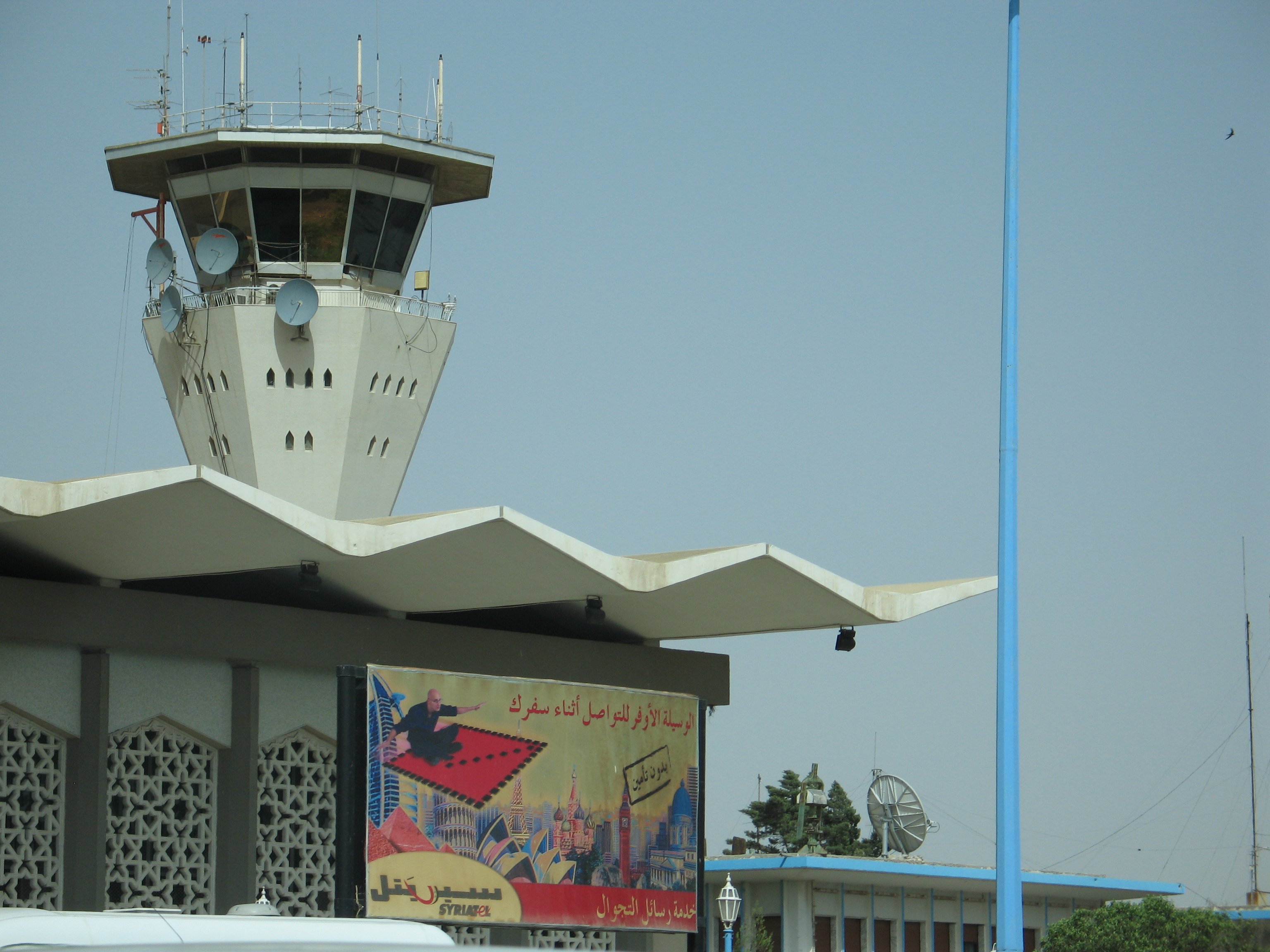
برج المراقبة في المطار.

يتكون مبنى الركاب بالمطار من عدة طوابق وعدد من القاعات والصالات المخصصة لكافة الاستخدامات وهي: صالة المغادرون، صالة القادمون، صالة الوزن، صالة الركاب T1، صالة الركاب T2، صالة VIP ورجال الأعمال والدرجة الأولى. ويضم المبنى الرئيسي أيضًا كافة الخدمات ومكاتب شركات الطيران وقاعات مختلفة منها قاعة الشرف، وكذلك استراحات ومطاعم ومقاهي متعددة في الطابق الأرضي والطوابق العليا من مبنى المطار، ويضم المطار أيضًا محلات تجارية متنوعة - تحف وهدايا، حلويات، هواتف واتصالات، بريد، سفريات، بنوك، مكتبات، مكاتب تاكسي، ونقل ومكاتب فنادق وخدمات سياحية وسوق حرة دولية، وتبلغ القدرة الاستيعابية للمطار حوالي 5 ملايين راكب سنويا.

## الوصول للمطار
يعتمد معظم المسافرين على استقبال أهاليهم لهم للوصول من المطار إلى مدينة دمشق أو العكس. حيث توجد منطقة مخصصة أمام المطار لوقوف السيارات مقابل أجر. كما يستخدم المسافرون سيارات الأجرة بشكل كبير للوصول من المدينة إلى المطار، ولكن هذه السيارات لا يُسمح لها بإيصال الركاب من المطار إلى المدينة. في هذه الحالة، يتعين على المسافرين استخدام خدمات النقل السياحي المتوفرة داخل المطار. بالإضافة إلى ذلك، هناك باصات تابعة لشركة الاتحاد العربي للنقل البري التي تنقل المسافرين بين المطار والمدينة في كلا الاتجاهين، وتعمل كل نصف ساعة خلال النهار وأثناء ساعات الذروة في المطار.

## خطوط وشركات الطيران
| شركـات طيـران         | الوجهات |
| --------------------- | --- |
| العربية للطيران       | مطار الشارقة الدولي |
| Air Mediterranean     | مطار أثينا الدولي |
| الأناضول جت           | مطار إيسنبوغا الدولي، مطار صبيحة كوكجن الدولي |
| Dan Air               | مطار هنري كواندا الدولي |
| طيران الإمارات        | مطار دبي الدولي |
| فلاي شام              | مطار زايد الدولي، مطار بغداد الدولي، مطار دبي الدولي، مطار أربيل الدولي، مطار الكويت الدولي، مطار مسقط الدولي، مطار الشارقة الدولي |
| فلاي دبي              | مطار دبي الدولي |
| طيران ناس             | مطار الملك عبد العزيز الدولي، مطار الملك خالد الدولي |
| طيران الجزيرة         | مطار الكويت الدولي |
| الخطوط الجوية القطرية | مطار حمد الدولي |
| الملكية الأردنية      | مطار الملكة علياء الدولي |
| السورية للطيران       | مطار زايد الدولي، مطار حلب الدولي، مطار بنينا الدولي، مطار الملك فهد الدولي، مطار حمد الدولي، مطار دبي الدولي، مطار إسطنبول الدولي، مطار الملك عبد العزيز الدولي، مطار الكويت الدولي، مطار الملك خالد الدولي، مطار الشارقة الدولي، مطار معيتيقة الدولي |
| الخطوط الجوية التركية | مطار إسطنبول الدولي |

## حوادث
- في 20 أغسطس 1975، تحطمت طائرة الخطوط الجوية التشيكية الرحلة 540 أثناء اقترابها من مطار دمشق الدولي. من بين 128 راكبًا وطاقمًا على متن الطائرة، لم ينجُ سوى شخصان.